# 짧은 사슬 지방산
짧은 사슬 지방산(영어: short-chain fatty acid, SCFA)은 탄소 원자의 수가 2~6개인 지방산이다. 자연적으로 생성되는 대부분의 지방산들은 4~28개까지의 짝수 개의 탄소 원자들로 구성된 가지가 없는 사슬을 가지고 있다. 짧은 사슬 지방산의 하한은 1, 2, 3 또는 4개의 탄소 원자로 다르게 해석된다. 소화되지 않은 식품의 장내 미생물 발효에서 유래된 사람의 장내 짧은 사슬 지방산은 아세트산, 프로피온산 및 뷰티르산이다. 이들은 결장세포의 주요 에너지원이므로 위장 건강에 매우 중요하다. 짧은 사슬 지방산은 모두 다양한 수준의 수용성을 가지고 있으며, 이는 물과 혼합되지 않은 긴 사슬 지방산과 구별된다.

## 짧은 사슬 지방산 목록
| 지질수 | 이름           | 이름           | 염/에스터 이름   | 염/에스터 이름   | 화학식     | 화학식               | 분자량 (g/mol) | 화학 구조 |
| 지질수 | 일반명         | 계통명         | 일반명           | 계통명           | 분자식     | 구조식               | 분자량 (g/mol) | 화학 구조 |
| ------ | -------------- | -------------- | ---------------- | ---------------- | ---------- | -------------------- | -------------- | --------- |
| C1:0   | 폼산           | 메탄산         | 폼산염           | 메탄산염         | CH 2O 2    | HCOOH                | 46.03          |           |
| C2:0   | 아세트산       | 에탄산         | 아세트산염       | 에탄산염         | C 2H 4O 2  | CH 3COOH             | 60.05          |           |
| C3:0   | 프로피온산     | 프로판산       | 프로피온산염     | 프로판산염       | C 3H 6O 2  | CH 3CH 2COOH         | 74.08          |           |
| C4:0   | 뷰티르산       | 뷰탄산         | 뷰티르산염       | 뷰탄산염         | C 4H 8O 2  | CH 3(CH 2) 2COOH     | 88.11          |           |
| C4:0   | 아이소뷰티르산 | 2-메틸프로판산 | 아이소뷰티르산염 | 2-메틸프로판산염 | C 4H 8O 2  | (CH 3) 2CHCOOH       | 88.11          |           |
| C5:0   | 발레르산       | 펜탄산         | 발레르산염       | 펜탄산염         | C 5H 10O 2 | CH 3(CH 2) 3COOH     | 102.13         |           |
| C5:0   | 아이소발레르산 | 3-메틸뷰탄산   | 아이소발레르산염 | 3-메틸뷰탄산염   | C 5H 10O 2 | (CH 3) 2CHCH 2COOH   | 102.13         |           |
| C5:0   | 2-메틸뷰티르산 | 2-메틸뷰탄산   | 2-메틸뷰티르산염 | 2-메틸뷰탄산염   | C 5H 10O 2 | CH 3CH 2CH(CH 3)COOH | 102.13         |           |

## 기능
짧은 사슬 지방산은 식이 섬유가 결장에서 발효될 때 생성된다. 식이의 다량 영양소 구성(탄수화물, 단백질 또는 지방)은 순환하는 짧은 사슬 지방산에 영향을 미친다.
아세트산, 프로피온산 및 뷰티르산은 가장 일반적인 3가지 짧은 사슬 지방산이다.
짧은 사슬 지방산과 중간 사슬 지방산은 지질 소화 중에 간문맥을 통해 주로 흡수되는 반면, 긴 사슬 지방산은 킬로미크론으로 포장되어 림프모세관으로 들어간 다음 쇄골하정맥에서 혈액으로 전달된다.
짧은 사슬 지방산은 신체에서 다양한 생리학적 역할을 한다. 짧은 사슬 지방산은 지질, 에너지 및 비타민의 생성에 영향을 미칠 수 있다. 또한 짧은 사슬 지방산은 식욕과 심장 대사 건강에도 영향을 미칠 수 있다. 게다가 정신 건강과 기분에도 영향을 미칠 수 있다. 세 가지 주요 짧은 사슬 지방산인 아세트산, 프로피온산, 뷰티르산은 실험 모델에서 혈압을 낮추는 것으로 나타났으며, 고혈압 환자에 대한 효과를 확인하기 위한 임상 시험이 진행 중이다. 뷰티르산은 결장세포(결장의 상피세포)의 주요 에너지원이기 때문에 결장의 건강에 특히 중요하다. 간은 아세트산을 에너지로 사용할 수 있다.

## 같이 보기
- 카복실산 목록
- 중간 사슬 지방산 (MCFA) – 중간 사슬 트라이글리세라이드를 형성할 수 있는 탄소수가 6~12개인 지방족 꼬리를 가지고 있는 지방산
- 긴 사슬 지방산 (LCFA) – 탄소수가 13~21개인 지방족 꼬리를 가지고 있는 지방산
- 매우 긴 사슬 지방산 (VLCFA) – 탄소수가 22개 이상인 지방족 꼬리를 가지고 있는 지방산

## 더 읽을거리
- A review of the biological properties of SCFA from the Danone Institute via archive.org